# Nouvelle-Néerlande
Ne doit pas être confondu avec Nouvelle-Hollande (Brésil) ou Nouvelle-Hollande (Australie).
1614–1664
1673–1674
Entités précédentes :
- Nouvelle-Suède (1673)

Entités suivantes :
- Province de New York

La Nouvelle-Néerlande (en néerlandais : Nieuw-Nederland ; en latin : Nova Belgica ou Novum Belgium), aussi appelée Nouveaux-Pays-Bas, parfois appelée Nouvelle-Hollande, malgré l'existence d'une colonie du même nom au Brésil, est une colonie établie au début du XVIIe siècle par les Provinces-Unies en Amérique du Nord, située entre les colonies britanniques de Virginie et de Nouvelle-Angleterre. À partir de 1621, la Nouvelle-Néerlande fait partie des territoires placés sous l'égide de la Compagnie néerlandaise des Indes occidentales.
Le territoire de la colonie s'étendait principalement le long de trois cours d'eau : la Noortrivier (« fleuve du nord »), la Zuidtrivier (« fleuve du sud ») et la Varsche Rivier (« fleuve frais »), respectivement les fleuves Hudson, Delaware et Connecticut. 
En 1626, Pierre Minuit y fonde sur l'île de Manhattan, dans l'estuaire de l'Hudson, La Nouvelle-Amsterdam, origine de la ville de New York.

## Contexte

### La naissance d'un nouvel État: les Provinces-Unies (1579-1581)
En 1568 débute l'insurrection des dix-sept provinces des Pays-Bas des Habsbourg contre leur souverain Philippe II, qui est aussi roi d'Espagne, sous la direction du prince Guillaume d'Orange. 
En 1579, les villes et provinces insurgées forment l'union d'Utrecht, dont les États généraux proclament en 1581 la déchéance de Philippe II de ses droits aux Pays-Bas (acte de La Haye). Naît ainsi une nouvelle entité politique, la république des Sept Provinces-Unies des Pays-Bas, qui ne sera reconnue par le roi d'Espagne qu'en 1648 (traité de Münster), d'où le nom de guerre de Quatre-Vingts Ans donné à l'insurrection (1568-1648). 
Dès les années 1590, alors que la guerre se poursuit contre les armées du roi d'Espagne, les Provinces-Unies, notamment la Hollande et la Zélande, manifestent leur volonté de participer à l'aventure coloniale, lancée par le Portugal au XVe siècle.

### Le monde colonial au début duXVIIesiècle
- Grandes découvertes : explorations des côtes de l'Afrique par les Portugais ; voyage de Vasco de Gama en Inde (1498) et installation des comptoirs portugais en Asie ; voyage de Colomb (1492),
- Traité de Tordesillas (1494), partageant le monde entre Espagnols et Portugais[1]
- Découverte du Brésil par les Portugais (1500) et implantation de comptoirs (à partir de 1530)
- Conquête par les Espagnols des Caraïbes, puis du Mexique et du Pérou ;
- Entrée en scène de la France : voyage de Giovanni da Verrazzano (1524) ; voyage de Jacques Cartier (1534) et création de la Nouvelle-France sur l'estuaire du Saint-Laurent
- Création de la colonie de Floride par les Espagnols (1564)
- Entrée en scène de l'Angleterre : premiers pas dans les années 1580 ; création de la colonie de Virginie (1607)
- Entrée en scène des Provinces-Unies : premiers pas dans les années 1590 ; création de la Compagnie des Indes orientales (VOC) en 1602 ; début de la guerre néerlando-portugaise (1603)

## Les Néerlandais et l’altérité nord-américaine

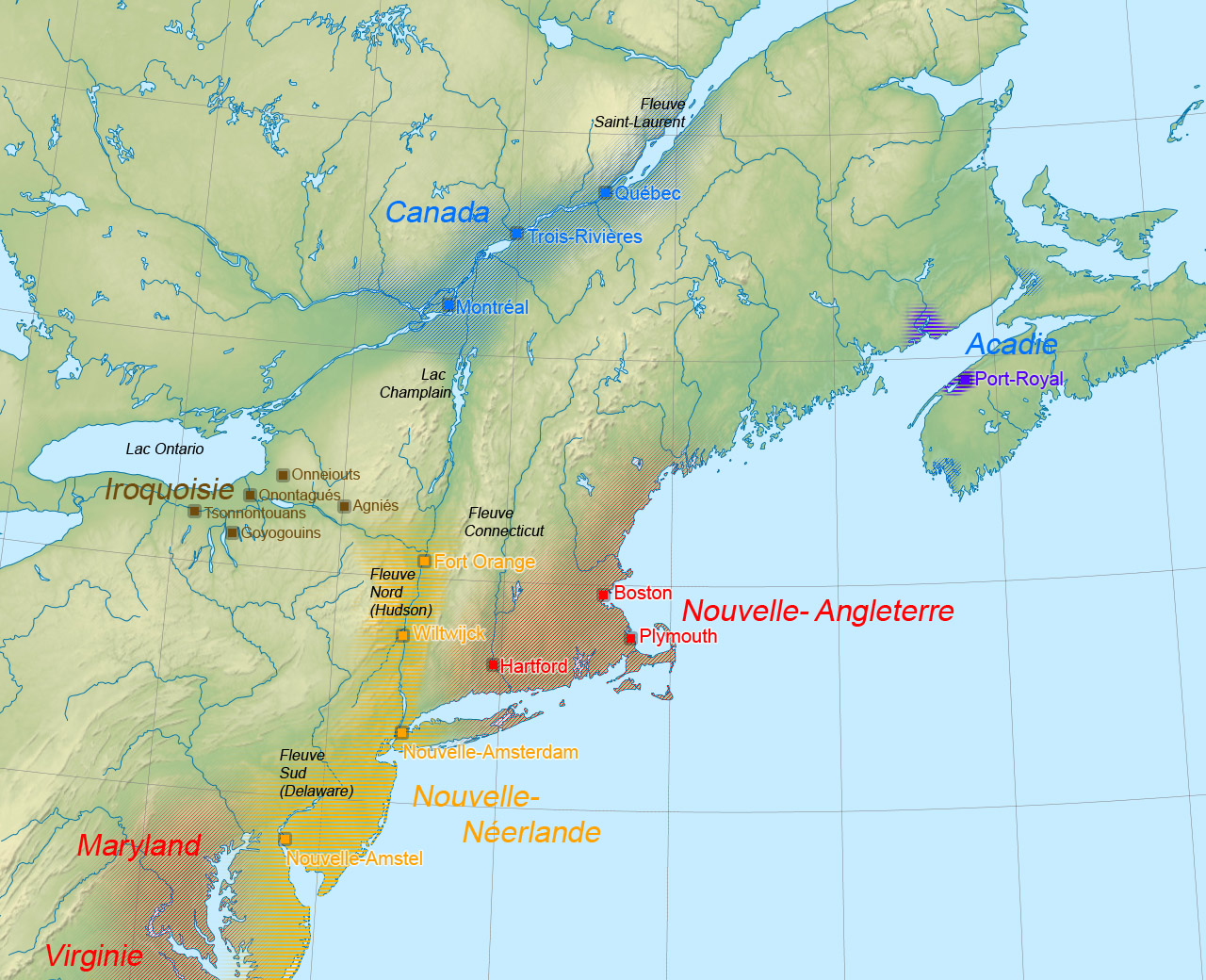
Carte politique du nord-est de l'Amérique du Nord en 1664.

### Des territoires mal connus dans l'ensemble
Comme les voies navigables étaient les seuls axes de transports, les Néerlandais, établis le long des fleuves importants et de leurs affluents, ne connaissaient pas l’étendue réelle des terres réclamées et connaissaient mal l’intérieur du continent. Jaap Jacobs rapporte les propos d’Adriaen van der Donck qui dans les années 1650 rappelait que « plusieurs Néerlandais auraient voyagé entre 112 et 128 km à l’intérieur des terres sans pouvoir en mesurer l’étendue ».
Les premiers récits de voyage néerlandais laissent croire que la colonie serait caractérisée par un climat tropical. En 1625, Johannes de Laet compare le climat de la nouvelle colonie de la WIC à celui de la métropole. En fait, la Nouvelle-Néerlande se caractérise par des écarts de température plus prononcés qu’en Hollande ou en Zélande étant donné le climat continental de la côte est nord-américaine. Les hivers bloquent tout échange entre La Nouvelle-Amsterdam et Fort Orange, la glace obstruant l'amont de la Noortrivier de novembre à mars.
Van der Donck jugeait aussi que l’exploitation agricole des terres sur les abords des deux fleuves importants était moins ardue qu’en Hollande étant donné que même si les nouvelles contrées étaient recouvertes de forêts, elles ne nécessitaient pas de coûteuses œuvres de drainage. Il est certain que les techniques agricoles des Néerlandais et l’importation d’espèces européennes modifièrent considérablement l’aspect des terres.
Dans son œuvre de description qui avait pour objectif d'encourager le peuplement de la colonie, Adriaen van der Donck rapporte aussi que des « lions » peuplent les forêts de la Nouvelle-Néerlande, faisant ainsi allusion aux peaux de lynx que rapportaient occasionnellement les Amérindiens. Du même coup, l'auteur remarque de façon erronée que les orignaux seraient dociles à la domestication.

### Relations avec les Amérindiens
Des groupes amérindiens avec lesquels les Néerlandais traitaient, ceux qui retiennent le plus l’attention des chroniqueurs contemporains étaient les Agniers (Mohawk) qu’ils nommaient « Maquas ». Les autres tribus iroquoises étaient appelées de façon collective Sinnekens. Les Mohicans (appelés Mahikanders) fournissaient aussi de nombreuses peaux aux Néerlandais, mais en 1628, alors qu’on présume qu’ils logeaient auparavant des deux côtés de l’Hudson, les Agniers les auraient repoussés du côté est du fleuve, plaçant ainsi Fort Orange au centre d’une frontière rivale. Dans les alentours de La Nouvelle-Amsterdam et le long de l’Hudson, différentes tribus amérindiennes faisant partie d’un regroupement plus ou moins lâche des Lenapes côtoyaient les colons néerlandais.
Les Néerlandais comprenaient mal les langues amérindiennes, même les individus se prétendant interprètes ne comprenaient que rarement les Amérindiens. Il arrivait parfois que certains Amérindiens parlent français ou anglais.
Le révérend Megapolensis note que les Amérindiens ne sont pas particulièrement propres, s’enduisant de graisse d’ours et ne se lavant jamais. En grande partie, les récits contemporains en Nouvelle-Néerlande font état d’étonnement et de répugnance à l’endroit des Amérindiens. Le discours était parfois teinté de rapides remarques d’admiration pour les femmes amérindiennes, mais l'opinion dominante quant aux Amérindiens était négative. La nature, elle, était perçue par Adriaen van der Donck et par Megapolensis d'un point de vue utilitariste, comme une opportunité économique offerte aux Néerlandais pour exploiter et peupler la colonie. La perspective de s’enrichir grâce à la traite des fourrures avait favorisé la colonisation néerlandaise en Amérique du Nord en tout premier lieu et c’est cet aspect qui transparaît à la lecture de ces témoignages.

## Histoire

### Les voyages d'Henry Hudson (1607-1609)
En 1609, la Compagnie des Indes orientales (VOC), cherchant de nouvelles voies vers l'Asie, autres que le détroit de Magellan et le Cap de Bonne-Espérance, engage Henry Hudson (1565-1611) pour explorer la « route du nord-ouest », un passage au nord du continent américain, voire par le pôle Nord. 
Hudson a déjà mené cette exploration en 1607 pour le compte d'une société anglaise, la Compagnie de Moscovie, atteignant le Groenland, puis Svalbard avant d'être obligé de faire demi-tour à cause de la banquise. En 1608, il a fait pour la même compagnie une tentative sur le passage du Nord-Est, mais a été bloqué au niveau de la Nouvelle-Zemble.
Cette fois, il décide, à la barre du Halve Maen, de chercher un chemin plus au sud, suivant les indications du capitaine anglais John Smith, membre de la première tentative anglaise de colonisation permanente en Virginie. 
Partant de la Virginie, il remonte la côte américaine jusqu’à l’embouchure de la Zuide Rivier (la Delaware, encore inconnue des Européens), puis jusqu’à la baie de New York (connue depuis le voyage de Giovanni da Verrazzano). Remontant le fleuve qui porte depuis son nom, il se rend rapidement compte que celui-ci ne peut pas mener vers les Indes orientales. Son journal de bord est le premier à citer le terme amérindien « Manna-hata », d'où vient le nom de l'île de « Manhattan ».
Son voyage de retour pour le compte d’intérêts particuliers néerlandais allait éveiller un grand intérêt commercial remarquable pour la traite des fourrures dans le delta de la Noort Rivier[pas clair].

### Des compagnies particulières à la Compagnie des Indes occidentales (1610–1621)
Au cours des années suivantes, quatre compagnies apparaissent aux Provinces-Unies pour faire le commerce des pelleteries avec les Amérindiens de cette région. Deux postes ont probablement installés dès 1611 à la hauteur du futur Fort Orange, sur l’île de Castle, et à l’estuaire de la Versche Rivier (le fleuve Connecticut).
Ces quatre compagnies s'unissent en 1614 et reçoivent des États généraux une charte leur accordant pour trois ans le monopole de l’exploitation du commerce des fourrures sur le territoire situé entre le 40e et le 45e parallèles. 
Cependant, la compétition ne fait que s’aggraver jusqu’en 1621, année où est créée la Compagnie néerlandaise des Indes occidentales (WIC) sur le modèle de la VOC. Le premier voyage de cette nouvelle société dirigée principalement par la chambre de commerce d’Amsterdam s’échelonne de 1623 à 1624.

### Peuplement (1624-1673)

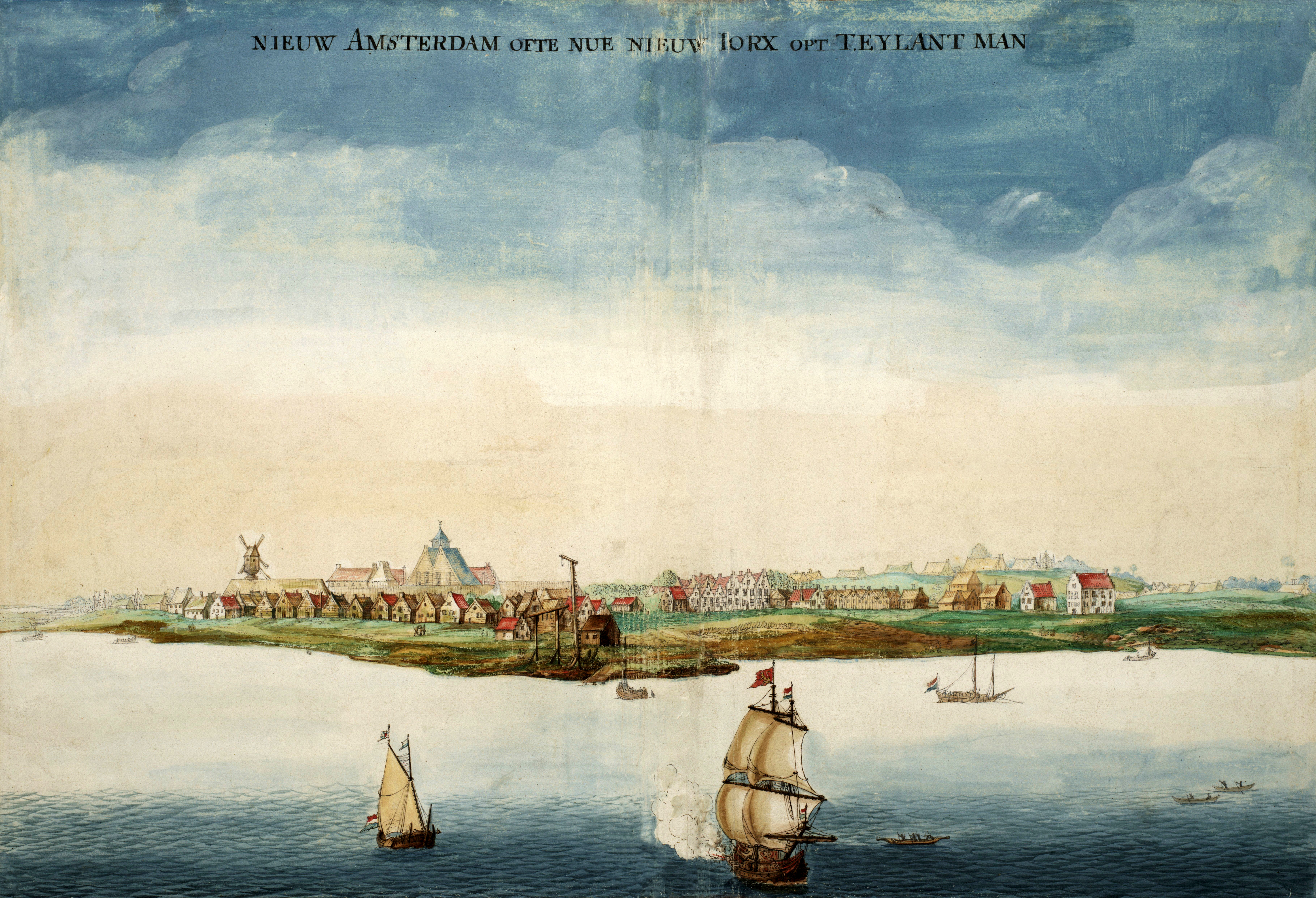
La Nouvelle-Amsterdam aux environs de 1650.

En 1624, les premières familles de colons, appelées pour occuper les territoires réclamés par les Néerlandais sont installées sur l'île-aux-Noix (Noten Eyland, aujourd'hui Governors Island) dans le delta de la vallée de la Noortrivier. Sur l’île de Manhattan, seules quelques plantations et quelques exploitations rurales pratiquant l'élevage sont créées. L'année suivante, dans une stratégie d'occupation complète du territoire et avec l'arrivée de 45 nouveaux colons et d'animaux domestiqués, les officiers répartissent les colons en quatre points, une partie demeurant sur l'île qui les avait accueillis l'année précédente, le restant est conduit à Fort Orange, Fort Wilhelmus (en aval de la Zuidrivier) et à l'embouchure de la Versche rivier.
En 1626, sous la menace grandissante d’une attaque provenant d’autres puissances coloniales ou d'Amérindiens, les dirigeants de la Compagnie néerlandaise des Indes occidentales décident de protéger l’embouchure de la Noortrivier, et de regrouper les activités des comptoirs commerciaux au sein d'une enceinte fortifiée. Noten Eyland étant évidemment trop petite pour y développer une colonie de peuplement, Pierre Minuit négocie l'achat de l'île de Manhattan aux Amérindiens Lenapes, pour 60 florins de marchandises. Lors de la construction du fort, la guerre entre les Agniers et les Mohicans contraint la compagnie à précipiter le déplacement des colons à l’intérieur de Fort Amsterdam.
Environ la moitié des premiers colons « néerlandais » étaient des protestants (calvinistes) huguenots, rhénans ou wallons attirés ou réfugiés aux Provinces-Unies.

### Conquête de la Nouvelle-Suède
La Nouvelle-Suède fut conquise lors d'une expédition menée par le gouverneur Pieter Stuyvesant en 1655 puis recolonisée par les Provinces-Unies .

### Esclaves
En Nouvelle-Néerlande, le statut d'esclave des 11 Africains apparus dans la colonie dans sa première décennie est contesté car ils ont été pris par des corsaires hollandais à un navire négrier portugais et libérés puis transférés au service de la WIC, au service de laquelle ils ont les premières décennies un statut de travailleur engagé, qu'ils font reconnaitre en 1644, même si la confirmation ne prend la forme que d'une liberté conditionnelle. Leur origine transparaît dans des noms comme « Paulo Angola », « Grand Manuel » ou « Simon Congo ».
De nombreux historiens jugent plausible de date de 1626 ou 1627 pour leur arrivée, car dans leur démarche pour garantir leur liberté en 1644, ils ont affirmé avoir été présents dans la colonie pendant 18 à 19 ans. Ils pourraient ainsi être arrivés le 13 janvier 1627 à bord du Bruynvis, navire de course de la WIC spécialisé dans l'attaque des vaisseaux espagnols et portugais, qui était parti d'Amsterdam dans ce but. Il avait arraisonné un bâtiment portugais transportant 150 captifs en plus d'une cargaison de tabac, seule cette dernière ayant été conservée par les corsaires, en vertu de la règle voulant que les esclaves ainsi récupérés soient libérés, leur trafic faisant alors l'objet d'une prohibition dans le monde hollandais. Le Bruynvis a ensuite transporté plus tard 50 esclaves à Pavonia (New Jersey), également récupérés sur un négrier ennemi. Dans les années 1630, la WIC s'engage dans un document à ce que d'autres Africains pris sur les navires ennemis soient amenés dans cette colonie peu peuplée.
Les archives mentionnent que le gouverneur réclame en 1644 des esclaves pour l'agriculture, au moment de la guerre de Kieft, et en juin 1646 le Tamandare arrive du Brésil à la New Amsterdam pour en livrer, en nombre non précisé, les dirigeants locaux mentionnant seulement qu'ils n'en ont pas reçu assez. Dans cette colonie hollandaise, comme probablement dans les autres, l'achat d'esclaves africains est strictement limité à l'Angola, dans un texte de 1650, complété par un autre qui interdit explicitement d'en effectuer sur la Côte de l'Or, sous peine de pénalités et cette précaution sera maintenue quasiment jusqu'à la fin de l'ère hollandaise de la colonie en 1664.
L’esclavage à la Nouvelle-Amsterdam s’est développé sans clairement de lois définies. En 1635, cinq Africains réclament par écrit des arriérés de salaires à la WIC, sans que cette démarche paraissent inhabituelle. Selon Jacob Stoffelsen, cadre de la WIC, ils avaient participé à la construction de Fort Amsterdam, terminé la même année.
Les Noirs avaient droits de propriété de biens personnels et d'action devant les tribunaux. Ils portaient des armes, pouvaient se marier légalement, et avaient le droit d'apprendre à lire, mais la décision de 1644 leur donnant la liberté à moitié plutôt que complète atteste d'un début de statut inférieur, bien que beaucoup moins marqué qu'ensuite dans la période anglaise, selon l'historien Edgar McManus. En 1641, Manuel Gerrit de Reus est pendu pour le meurtre collectif d'un Africain.
Mais dès 1638, le directeur de la WIC Wouten Van Twiller loue des terres à des fermiers pour y cultiver du tabac, et leur « prête » par la même occasion 5 ou 6 Africains salariés de la WIC, pour y travailler. Pieter Stuyvesant, gouverneur à partir de 1648, est le premier à ordonner la vente aux enchères d'un Africain condamné pour vol et le même sort sera appliqué en 1664 à une femme qui avait incendié la taverne de son employeur.
En 1652, le capitaine du navire corsaire hollandais De Raaf tente de récupérer 37 des 44 captifs pris sur le navire espagnol St. Anthoni, qu'il avait amenés 4 ans plus tôt, mais n'y parvient pas car seule une minorité travaille encore pour la WIC et la pénurie de main-d'œuvre a fait monter sa valeur. Pieter Stuyvesant, dans une lettre de 1660, demande à ce qu'ils puissent combattre les Amérindiens et aient déjà passé quelque temps à Curaçao et il s'oppose à la même époque, sans succès, à leur utilisation comme artisans. De 1644 à 1664, le nombre de Noirs et métis dans la colonie triple, passant de 120 à 375. En 1647, elle constituait un village disséminé d’à peine mille habitants. Plusieurs lots de terre sont attribués par le gouverneur Willem Kieft, l'année de son départ, en 1647, à des Africains arrivés dans les années 1620, dans le secteur où ils créeront aussi un cimetière.
Dès 1649, la longue Remonstrance de la Nouvelle-Hollande, rédigée par les Neuf Régents, ou conseillers du gouverneur, demande aux autorités néerlandaises en Europe de mettre fin au contrôle de la colonie par Pieter Stuyvesant, arrivé le 11 mai 1647, en déplorant que des « Noirs aient été fabriqués[style à revoir] en raison de leur long service et leurs enfants continuent à rester esclaves ». La WIC y répond en indiquant que seulement trois enfants noirs étaient « en service ». Le texte réclame aussi des droits commerciaux, plus de colons agriculteurs et dénonce l’oisiveté des habitants, leur caractère procédurier et l’inaptitude du pasteur Jonas Michaëlius. Stuyvesant continue dans sa gestion autocratique, jusqu'en 1652, quand la chambre d' Amsterdam de la WIC lui a demandé des réformes.

### Arrivée de juifs du Brésil
En 1654, la colonie voit l’arrivée de 23 juifs après la perte du Brésil, qui furent acceptés contre le refus catégorique du gouverneur Pieter Stuyvesant et du pasteur Johannes Megapolensis qui les qualifiaient de « race trompeuse ». La direction de la WIC, consciente du grand besoin de colons en Nouvelle-Néerlande, a contraint Stuyvesant à les accueillir . mais ils se virent refuser le droit d’avoir une synagogue.
En 1657, Robert Hodgson, organisa la première assemblée quaker dans le village de Gravesend sur Long Island et fut arrêté, emprisonné et roué de coups pour avoir défié l’autorité. En décembre de cette même année, les habitants du village voisin de Flushing adressèrent à Stuyvesant une remontrance signée par les 31 hommes du village, dénonçant sa répression des Quakers.

### Chute de la colonie
Pendant l'année précédant la Deuxième guerre anglo-néerlandaise, la Nouvelle-Néerlande est conquise par les Anglais en temps de paix. Le directeur général Pieter Stuyvesant signe la capitulation de La Nouvelle-Amsterdam le 8 septembre 1664. La colonie est rebaptisée New York, en l’honneur du duc d’York, frère du roi Charles II. En 1667, les Néerlandais renoncent à leurs revendications sur cette portion du territoire américain, lors du traité de Bréda, et obtiennent en retour la souveraineté sur le Suriname. Cependant, lors d’une autre guerre opposant les Anglais aux Néerlandais, ces derniers reprennent brièvement la colonie en 1673 (rebaptisée La Nouvelle-Orange), avant que les Anglais ne la récupèrent avec le traité de Westminster, le 19 février 1674.

### Établissements et forts de la colonie

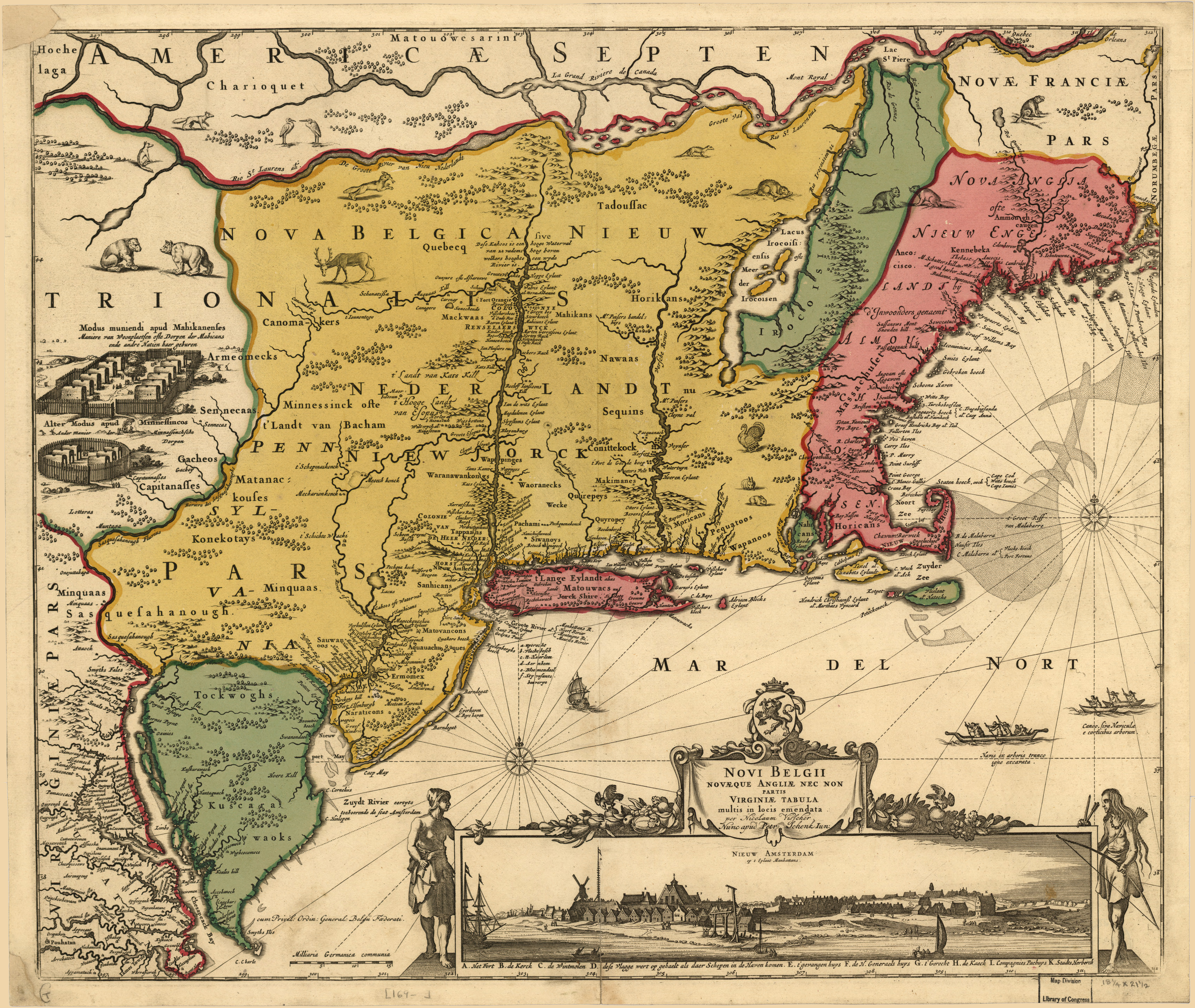
Toponymie néerlandaise en Amérique du Nord même après la cession de 1673.

Établissements sur le territoire de la Nouvelle-Néerlande :
- Noten Eylant
- La Nouvelle-Amsterdam (Nieuw-Amsterdam)
- Beverwijck
- Wiltwijck
- La Nouvelle-Amstel (Nieuw-Amstel)
- La Nouvelle-Haarlem (Nieuw-Haarlem)
- Rensselaerswijck
- Noortwijck
- Colen Donck
- Achter Col
- Vlissingen
- Oude Dorpe
- Greenwich
- Middelburgh
- Heemstede
- Rustdorp
- Gravesend
- Breuckelen
- La Nouvelle-Amersfoort (Nieuw-Amersfoort)
- Bergen
- Pavonia
- Vriessendael
- Midwout
- La Nouvelle-Utrecht (Nieuw-Utrecht)
- Boswijck
- Swaanendael
- Fort Wilhelmus
- Altena
- Nieuw Dorp

La colonie comprenait aussi un certain nombre de forts chargés d'assurer sa protection :
- Fort Amsterdam
- Fort Nassau (Noortrivier)
- Fort Orange
- Fort Nassau (Zuidrivier)
- Fort Goede Hoop
- Fort Casimir
- Fort Christina
- Fort Wilhelmus
- Fort Beversreede
- Fort Nya Korsholm

## Démographie
Les estimations de la population n'incluent pas les Amérindiens.
- 1628 : 270
- 1630 : 300
- 1640 : 500
- 1650 : 800[13]-1 000[14]
- 1664 : 9 000[15]

## Héritage et reconnaissance

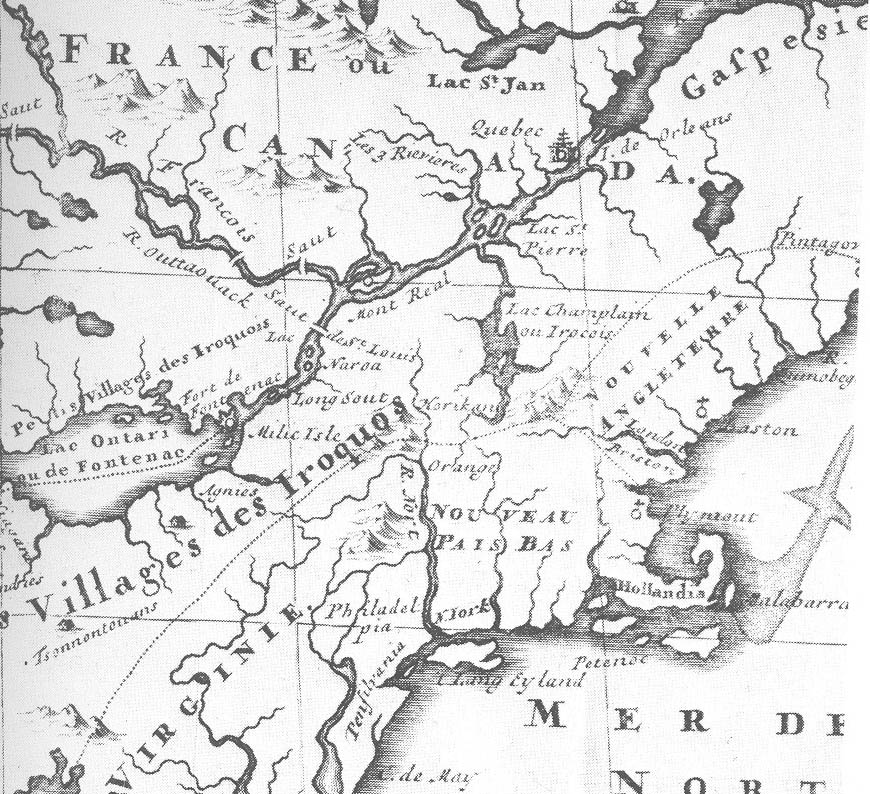
Une carte dressée par Louis Hennepin à la fin du XVIIe siècle utilise encore la toponymie « Nouveaux Pays-Bas » pour désigner la province de New York anglaise, tout comme de nombreux notaires néerlandais aux Provinces-Unies jusque dans les années 1690.

De la présence néerlandaise, il reste aujourd'hui un certain nombre de noms de lieux new-yorkais, tels que Coney Island (Konijnen Eiland), Brooklyn (Breukelen), Harlem (Nieuw Haarlem), Flushing (Vlissingen) et Staten Island (Staaten Eylandt), ainsi que l’Amsterdam Avenue à Manhattan.
- La baie de Gowanus tire son nom d'Owanus (Ohain, village du Brabant wallon).
- La baie de Wallabout, au nord de Brooklyn, veut dire « baie wallonne » en néerlandais (Waal bocht).
- Le nom de Hoboken, dans le New Jersey, provient d'une commune de l'agglomération d'Anvers en Flandre.
- Communipaw, à Jersey City, est la contraction de Community of Pauw.
- Outre New York (Nieuw-Amsterdam), Schenectady, Albany (Beverwijck), la capitale actuelle de l'État de New York et Kingston (Wiltwijck) furent toutes fondées à l'époque coloniale néerlandaise.
- les présidents Martin Van Buren, Theodore Roosevelt et Franklin Roosevelt descendent directement de familles néerlandaises implantées dans la colonie avant sa prise de possession par le Royaume-Uni, tout comme la famille Vanderbilt qui joua un rôle important économiquement et politiquement dans les États-Unis du XIXe siècle.
- Deux créoles, ou patois néerlandais, le Jersey Dutch, et le Mohawk Dutch ont subsisté, jusque vers 1940-1950, au moins, avant de s'éteindre.
- De nos jours, entre 3 000 000 et 4 000 000 de citoyens Américains se réclament descendants de Néerlandais. La proportion est plus importante dans l'ex-Néerlande, bastion historique. Toutefois, le plus gros des descendants de Néerlandais semble être arrivé entre 1860 et 1946.

Le 20 mai 1924, à l'occasion du tricentenaire de la fondation de New York, un monument commémoratif est érigé en l'honneur des colons wallons, sur le site de Battery Park, à la pointe sud de Manhattan. Une pièce de monnaie en argent de 50 cents, ainsi que des timbres-poste de 1, 2 et 5 cents sont émis pour commémorer l’arrivée des colons wallons et flamands.
La plus ancienne maison de New York, la Wyckoff House, fut construite vers 1650 par un colon néerlandais.

## Précisions quant au nom de la colonie

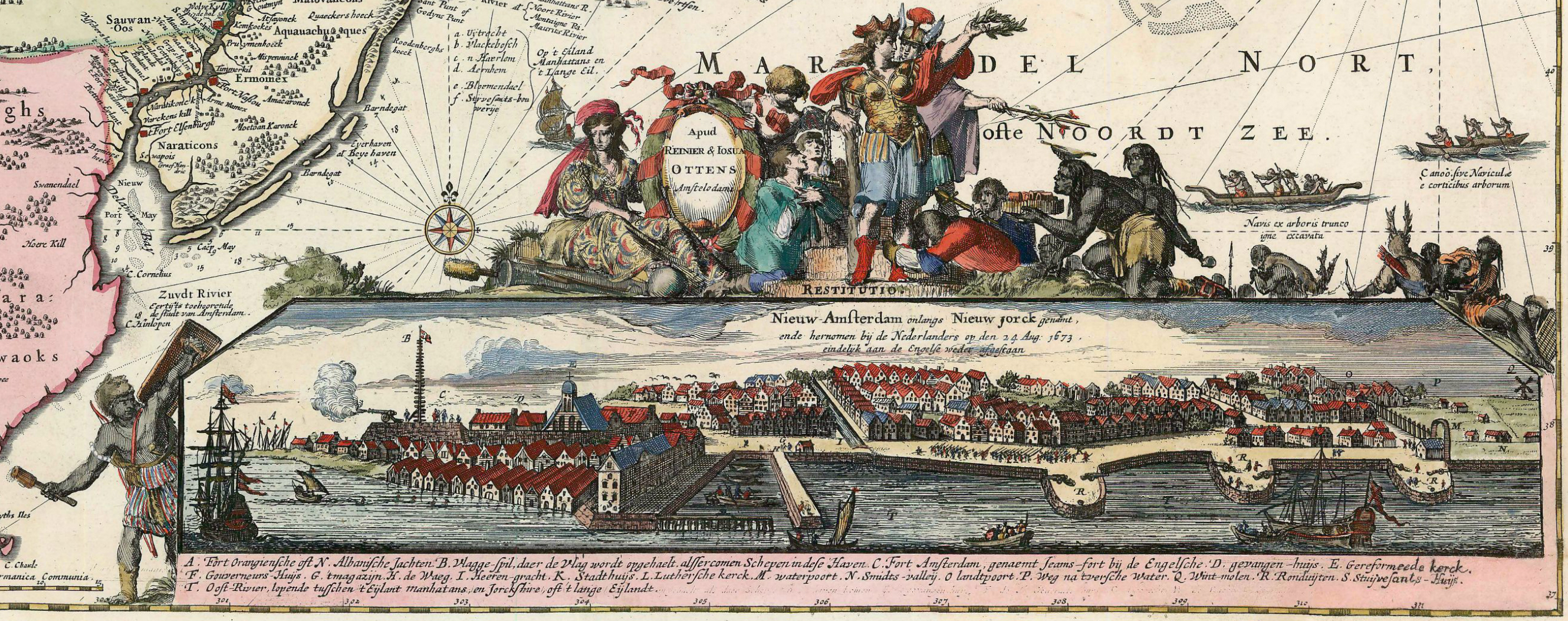
La Nouvelle-Amsterdam en 1673.

Bien d’autres termes ont été utilisés pour désigner la colonie nord-américaine relevant des Provinces-Unies. « Nouvelle-Hollande » est communément retenu dans la littérature francophone à cause de la généralisation du terme « Hollande » pour désigner la fédération des Pays-Bas – qui ne comprenait qu'une province nommée Hollande sur sept, mais de loin la plus peuplée, la plus riche et donc, de là, la plus influente. Mais le terme est mal choisi puisque les Néerlandais eux-mêmes ont nommé plusieurs colonies sous le terme Nieuw Holland. L’Australie et le Brésil portèrent ainsi le nom de Nouvelle-Hollande dès le XVIIe siècle. Plus récemment, se basant sur d'anciens manuscrits français, d'éminents historiens néerlandais publiant en français comme Louis Sicking, Pieter C. Emmer et Willem Frijhoff emploient le terme Nouvelle-Néerlande qui tend d'ailleurs à se généraliser.
Le terme Nouvelle-Belgique, aussi utilisé pour évoquer la colonie, fait référence aux anciens Pays-Bas, mais le terme est rarement retenu dans la littérature française jusqu'à ce jour. Sur une carte de l'Amérique du Nord, Louis Hennepin fait mention des « Nouveaux Pais Bas ».
Le terme Novum Belgium est utilisé de même sur la carte Novae Franciae accurata delineatio de 1657, attribuée au Père Francisco-Gioseppe Bressani (1612-1672).
Finalement, Marcel Trudel dans son Histoire de la Nouvelle-France en dix volumes utilise les termes de « Nouvelle-Néderlande » et « Nouvelle-Hollande ».